# Sharda Ganga

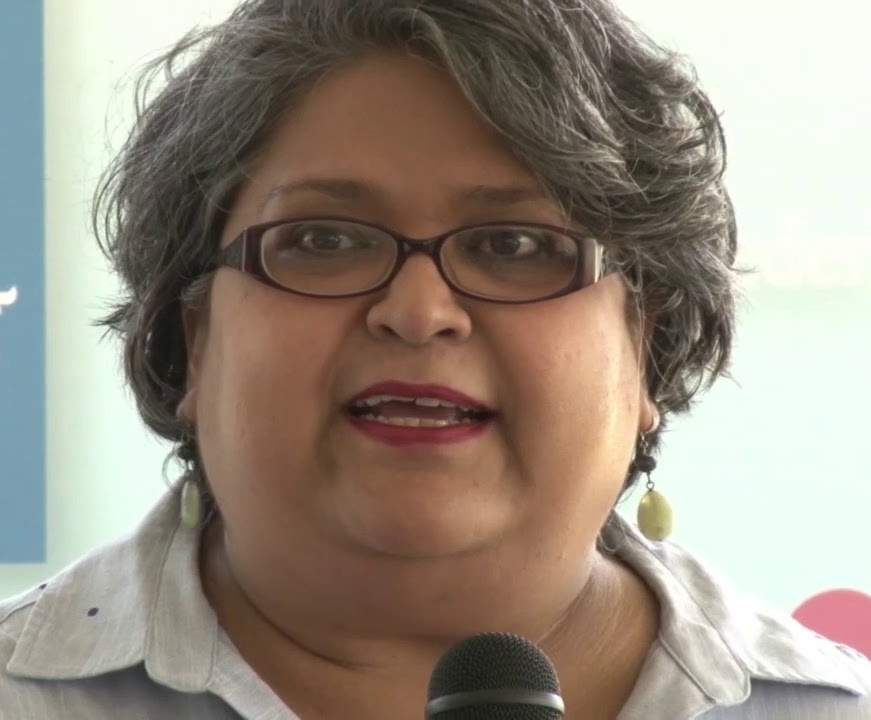
Ganga in 2019

Sharda Ganga (Paramaribo, 1 april 1966) is een Surinaams regisseuse, toneelschrijfster en columniste. Zij is directrice van een NGO, Projekta.
Sharda Ganga was een van de drijvende krachten achter verschillende groepen, achtereenvolgens: het Universiteitstheater, de Surinaamse Drama Federatie, het Vrouwencabaret en het Surinaams Theatercollectief, en momenteel CAST2theater. Zij bewerkte stukken van onder meer Bertolt Brecht, Samuel Beckett, Eugène Ionesco, Wilfred Teixeira en Willy Russell (Shirley Valentine, 1996, gespeeld door Helen Kamperveen) en smeedde teksten uit de Spiegel van de Surinaamse poëzie (1995) tot de voorstelling Siene in Spiegelland (1996). Eigen stukken waren De vrouw droomt (1995) en De bruiloft (1999). Met haar voorstelling No more stories zorgde ze voor ophef, toen het in 2006 geweigerd werd voor het Caraïbische festival Carifesta IX op Trinidad en Tobago, omdat er krachttermen in gebezigd zouden worden; met een beroep op de artistieke vrijheid weigerde Ganga het stuk aan te passen, zoals de organisatie vroeg.
Ganga verzorgde wekelijkse gesproken columns voor de Vlaamse radio. Verder schrijft ze recensies voor De Ware Tijd Literair. Essays over toneel verschenen in Sranan, cultuur in Suriname (1992), De Vlaamse Gids (1998), Mama Sranan; 200 jaar Surinaamse verhaalkunst (1999) en voorts verscheen een bijdrage aan het Nederlandse boekenweekmagazine Eeuwig El Dorado (1996), abusievelijk geplaatst onder de naam Tan Bun, haar Surinaamse afscheidsgroet onder haar radiocolumns: Blijf wel.
Haar educatieve speelfilm over hiv en aids Wan Lobi Tori: Lesley en Anne (2005) werd tweemaal bekroond: met de Caribbean Media Award voor "best alternative media story on HIV/AIDS", en de Platinum Award Television van de UNFPA, het bevolkingsfonds van de Verenigde Naties.

## Over Sharda Ganga
- Michiel van Kempen, Een geschiedenis van de Surinaamse literatuur. Breda: De Geus, 2003, deel II, pp. 1002-1009.